# Judici de Lina E.
El 31 de maig de 2023, un tribunal de Dresden va declarar Lina E., llavors de 28 anys, culpable de sis actes de violència contra individus neonazis, i la va condemnar a cinc anys i tres mesos de presó. Tres coacusats (Lennart A., Jonathan Philipp M. i Jannis R.) van rebre condemnes més curtes.

## Rerefons
Durant els primers anys de la dècada del 2020, els vincles entre l'estat alemany i l'extrema dreta han generat una important polèmica, com el cop d'estat alemany de 2022 del moviment Reichsbürger, on diversos dels detinguts pel complot eren militars en actiu, i el cas de Jens Maier, un extremista d'extrema dreta designat que havia sol·licitat ser jutge el 2022.
El 2022, l'⁣Oficina Federal per a la Protecció de la Constitució va publicar un informe que deia que hi havia hagut un augment significatiu de l'extremisme d'extrema esquerra a Alemanya, amb violència dirigida «principalment a la policia i els extremistes de dreta» i vinculant l'extrema esquerra i l'extremisme dels grups de protesta pel clima. Tanmateix, l'informe anual de l'Oficina Federal de Policia Criminal d'aquell mateix any va indicar que hi havia hagut una caiguda dels casos atribuïts a l'extremisme d'esquerra el 2022 i un augment del 16 per cent dels casos atribuïts a l'extrema dreta.

## Atacs
Lina E. era una estudiant de Kassel, que estudiava treball social a Leipzig, a l'est d'Alemanya, amb un enfocament a prevenir la radicalització d'extrema dreta entre els joves. Segons Deutsche Welle, s'havia polititzat després dels assassinats del NSU (organització clandestina nacionalsocialista) dels anys 2000 i el judici posterior, que havia provocat una important polèmica sobre els vincles entre els serveis d'intel·ligència alemanys i l'extrema dreta. El seu grup va ser acusat de realitzar sis atacs contra objectius d'extrema dreta a Saxònia i Turíngia entre el 2018 i el 2020. S'havia determinat que Lina era la cap del grup, que el tribunal va considerar una «organització criminal».
Els atacs estaven molt organitzats. I el grup va utilitzar identificacions falses, perruques, equip robat i telèfons d'un sol us per evitar la captura. La planificació englobava dos atacs contra Leon Ringl, un conegut extremista d'extrema dreta. Ringl va ser atacat per primera vegada a finals del 2019 en un pub d'Eisenach conegut per ser freqüentat per neonazis. Va ser colpejat amb martells i porres, i va ser atacat de nou setmanes després a prop del seu cotxe. El gener de 2021, el mateix pub va ser atacat de nou amb un artefacte explosiu, que no va provocar cap ferit. La façana del pub va ser pintada amb grafits que deien, en anglès, «Fight Nazis every Day» (en català «combat els nazis cada dia»). Ringl va substituir el grafit per un altre que deia «Ens quedem aquí!» (en alemany: Wir bleiben!).
Un individu de Connewitz, Leipzig, conegut com a Tobias N., va ser atacat amb martells i va patir una fractura cranial, el tractament de la qual va requerir cirurgia i plaques metàl·liques. Portava un barret amb simbolisme d'extrema dreta. Més tard va afirmar que ja no estava actiu a l'escena d'extrema dreta i que el barret era simplement una part antiga del seu fons d'armari.
Un altre atac, que es va produir el 2020, va implicar uns vint membres del grup de Lina. Durant aquest incident, sis persones van ser atacades durant una cerimònia commemorativa del bombardeig de Dresden, un esdeveniment sovint commemorat per l'extrema dreta alemanya. L'atac va resultar en diversos ferits greus per cops i atacs de bastons per part dels agressors.

## Detenció i judici
Lina E. va ser arrestada el 5 de novembre de 2020 i des de llavors va romandre tancada a presó. El judici de Lina E. va durar gairebé 100 dies. Leon Ringl, així com un informador estatal dins del grup conegut com a Johannes D., van servir com a testimonis principals. El fiscal va demanar una pena de vuit anys de presó.
El 31 de maig de 2023, darrer dia del judici, Lina va ser rebuda pels assistents amb aplaudiments i ànims. Hans Schlüter-Staats, el jutge del Tribunal Regional Superior de Dresden que supervisava el judici, va afirmar que «oposar-se als extremistes de dreta és un motiu respectable» i que hi havia hagut deficiències «deplorables» en els últims judicis contra extremistes d'extrema dreta, però que ella havia comès delictes greus i que el monopoli legítim de la violència era de l'Estat, no de particulars. Va anunciar que el tribunal havia emès un veredicte de culpabilitat i va condemnar l'acusada a cinc anys i tres mesos de presó. Després de l'anunci de la sentència, els espectadors van cridar consignes contra el tribunal, com ara «[sou] amics dels feixistes!» (alemany: Faschofreunde!) i «a la merda la justícia de classe!» (alemany: Scheiß Klassenjustiz!), fet que va impulsar el jutge a anunciar un descans de 15 minuts.
Després del veredicte, Lina E. va quedar en llibertat, pendent d'apel·lació. S'esperava una segona decisió per confirmar o anul·lar la condemna després d'uns divuit mesos, i el seu passaport va ser confiscat per eliminar el risc de fugida.

## Reaccions
La ministra de l'Interior d'Alemanya, Nancy Faeser, va dir que el govern actuaria de manera decisiva contra qualsevol violència d'esquerres després del veredicte. Va argumentar que no hi havia lloc per a la «justícia vigilant» en un estat constitucional democràtic.
Els advocats defensors de la Lina van afirmar que el judici tenia motivacions polítiques i van demanar que fos absolta. El president de Green Youth, Timon Dzienus, va qüestionar el veredicte, i va publicar a Twitter:
| « | (alemany) Mit einem völlig übertriebenem und auf fragwürdigen Indizien beruhenden Prozess wird mit aller Härte gegen #LinaE und andere Linke vorgegangen. Was für ein Quatsch - deshalb #FreeLina! | (català) Ha sigut un procés judicial completament exagerat basat en proves qüestionables i s'està actuant amb tota la severitat contra #LinaE i altres membres de l'esquerra. Quin sense sentit, és per això que cridem #FreeLina! | » |
| — | | |   |

Aquest comentari va generar crítiques per part dels membres del partit de la Unió Demòcrata Cristiana d'Alemanya.
El partit d'extrema dreta Alternativa per a Alemanya va agrair la sentència, acusant Lina E. de terrorisme, i va demanar una condemna més llarga per als acusats. Jochen Kopelke, cap de la Gewerkschaft der Polizei, va condemnar l'alliberament de Lina E. a l'espera de l'apel·lació, afirmant que «teníem clar per a nosaltres, com a agents, que també seríem el focus dels extremistes». Diversos mitjans van fer comparacions entre el grup de Lina E. i la Facció de l'Exèrcit Roig.

### Protestes
Diverses protestes contra el veredicte van ser organitzades per grups d'esquerra a Berlín, Hamburg, Dresden i altres ciutats.
A la ciutat de Leipzig, van esclatar alguns enfrontaments entre manifestants i agents de policia en la primera manifestació després del judici, amb uns 800 manifestants assistents. En resposta a una protesta més gran anomenada «Dia X» (en alemany: Tag X), prevista per al 3 de juny, la ciutat va prohibir les reunions públiques. Al voltant de 1500 manifestants van assistir a la protesta prohibida del Dia X, que va ser trencada per la policia.

### Anàlisi
Sabine Volk, de la Universitat de Passau, va dir a la BBC que hi havia una percepció en l'esquerra radical alemanya «que l'estat no estaria fent res contra l'escena neonazi», i va afegir que tot i que la percepció podia «no ser del tot certa, tampoc era una idea forassenyada».